# Métropole des Côtes de la Manche
La métropole des Côtes de la Manche est une des dix anciennes métropoles ou arrondissements métropolitains de l'Église constitutionnelle en France.
Créée par la constitution civile du clergé en 1790, elle comprenait les huit diocèses des départements de la Seine-Inférieure, du Calvados, de la Manche, de l'Orne, de l'Eure, de l'Oise, de la Somme et du Pas-de-Calais.
Elle fut supprimée à la suite du concordat de 1801.

## Liste des évêques constitutionnels
- Louis Charrier de La Roche, évêque de Seine-Inférieure ;
- Jean-Baptiste Graziani, évêque de Seine-Inférieure ;
- Jean-Claude Leblanc de Beaulieu, évêque de Seine-Inférieure ;
- Claude Fauchet, évêque du Calvados ;
- Julien Jean-Baptiste Duchemin, évêque du Calvados ;
- Louis-Charles Bisson, évêque du Calvados ;
- Thomas Lindet, évêque de l'Eure ;
- François Bécherel, évêque de la Manche ;
- Jean-Baptiste Massieu, évêque de l'Oise ;
- Jacques-André-Simon Le Fessier, évêque de l'Orne ;
- Pierre-Joseph Porion, évêque du Pas-de-Calais ;
- Mathieu Asselin, évêque du Pas-de-Calais.
- Éléonore-Marie Desbois de Rochefort, évêque de la Somme.

## Sources
- Paul Pisani, Répertoire biographique de l'épiscopat constitutionnel (1791-1802), A. Picard & Fils, Paris, 1907, p. 157-197.
- Tableau des évêques constitutionnels de France, de 1791 à 1801, Paris, 1827